# Bhavania arunachalensis
Bhavania arunachalensis es una especie de peces de la familia Balitoridae en el orden de los Cypriniformes.

## Distribución geográfica
Se encuentran en Asia: la India.

## Hábitat
Es un pez de agua dulce y de clima tropical.